# Czarna skrzynka (film 2013)
Czarna skrzynka – polski film dokumentalny zrealizowany w 2013 roku przez Krzysztofa Kowalskiego i Dawida Gancarka, o życiu i twórczości fotografa Tomasza Tomaszewskiego.
W 2014 roku film został zaprezentowany na 11. Festiwalu Podróżników Trzy Żywioły w Krakowie i został zwycięzcą w kategorii filmów dokumentalnych.

## Obsada
- Tomasz Tomaszewski
- Małgorzata Niezabitowska[3]